# Tour de Flandes 1955
El Tour de Flandes 1955 és la 39a edició del Tour de Flandes. La cursa es disputà el 27 de març de 1955, amb inici a Gant i final a Wetteren després d'un recorregut de 263 quilòmetres. El vencedor final fou el francès Louison Bobet, que s'imposà a l'esprint als seus dos companys d'escapada en l'arribada a Wetteren. El suís Hugo Koblet i el belga Rik van Steenbergen acabaren segon i tercer respectivament.

## Classificació final
|    | Ciclista                  | Equip                  | Temps      |
| -- | ------------------------- | ---------------------- | ---------- |
| 1  | Louison Bobet (FRA)       | Bobet-B.P.-Hutchinson  | 7h 27' 00" |
| 2  | Hugo Koblet (SUI)         | Faema-Guerra           | m. t.      |
| 3  | Rik van Steenbergen (BEL) | Elvé-Peugeot           | m. t.      |
| 4  | Bernard Gauthier (FRA)    | Mercier-Hutchinson     | + 5"       |
| 5  | Karel de Baere (BEL)      | Mercier-Hutchinson     | + 22"      |
| 6  | Jean Bellay (FRA)         | Mercier-Hutchinson     | + 22"      |
| 7  | Roger Decock (BEL)        | Van Hauwaert-Maes Pils | + 28"      |
| 8  | Marcel Rijckaert (BEL)    | Tebag                  | + 33"      |
| 9  | Germain Derycke (BEL)     | Alcyon-Dunlop          | + 33"      |
| 10 | Lode Anthonis (BEL)       | L'Avenir               | + 33"      |